# Tioribougou
Tioribougou is een gemeente (commune) in de regio Koulikoro in Mali. De gemeente telt 12.700 inwoners (2009).